# Kavkazskaja plennitsa, ili Novyje prikljutjenija Sjurika
Kavkazskaja plennitsa, ili Novyje prikljutjenija Sjurika (ryska: Кавказская пленница, или Новые приключения Шурика, ungefär översatt: "Enlevering på kaukasiska, eller Sjuriks nya äventyr"), även Brudens bortrövande på kaukasiskt sätt och Enlevering på kaukasiska, är en sovjetisk komedifilm från 1966 i regi av Leonid Gajdaj. 

## Handling
Studenten Sjurik reser till Kaukasus för att beskriva gamla kaukasiska traditioner och seder. Han träffar där en flicka vid namn Nina och blir kär i henne. Hon är föräldralös och hennes släkting Dzabrail vill gifta bort henne med den lokale pampen, kamrat Saahov. Nina vägrar att gifta sig och Saahov beslutar sig då för att röva bort henne och tvinga henne till äktenskap. För detta syfte anställer han tre förbrytare. Sjurik kan emellertid störa deras planer och därför beslutar Saahov och Dzabrail att få över honom på sin sida. De beskriver det som en gammal sed och säger att Nina drömmer om att bli bortrövad för att gifta sig med kamrat Saahov. Sjurik ger motvilligt sitt samtycke.

## Rollista
- Aleksandr Demjanenko – Sjurik
- Natalja Varlej – Nina
- Vladimir Etusj – Saahov
- Frunzik Mkrttjan – Dzabrail
- Jurij Nikulin – ”Den Dumme”
- Georgij Vitsin – ”Den Fege”
- Evgenij Morgunov – ”Den Erfarne”